# Julia Dream
„Julia Dream“ je skladba britské rockové skupiny Pink Floyd, která vyšla v dubnu 1968 jako B strana singlu „It Would Be So Nice“. Napsal ji baskytarista Roger Waters a je charakteristická svým pomalým tempem, lehkostí, ambientním zvukem mellotronu a zasněnými vokály.
Píseň „Julia Dream“ (původní název zněl „It Should Be So Nice“) byla nahrána společně se skladbou „It Would Be So Nice“ ve dnech 5., 12., 13., 21. a 23. března 1968 v EMI Studios, producentem byl Norman Smith. Byla vydána jako B strana tohoto singlu dne 19. dubna 1968. Později vyšla také na kompilacích The Best of the Pink Floyd (1970) a Relics (1971) a na bonusovém CD The Early Singles box setu Shine On (1992).
Jediná dvě doložená vystoupení, kde zazněla píseň „Julia Dream“, byla dvě rozhlasová vystoupení živě nahrávaná pro stanici BBC Radio One v jejich studiích. Obě proběhla dne 25. června 1968 a byla později v průběhu toho roku vysílána v pořadu Top Gear Johna Peela.

## Původní sestava
- David Gilmour – akustická kytara, elektrická kytara, zpěv
- Rick Wright – mellotron
- Roger Waters – baskytara, vokály
- Nick Mason – perkuse